# كلنكوة باومية
كلنكوة باومية (الاسم العلمي:Kalanchoe baumii) هي نوع من النباتات تتبع جنس الكلنكوة من الفصيلة الكرسولية.